# Thorp (Washington)
Thorp (θɔːrp) ist ein gemeindefreies Gebiet und census-designated place (CDP) im Kittitas County im US-Bundesstaat Washington. Zum United States Census 2010 hatte Thorp 240 Einwohner. Die Umgebung (im gleichen Postleitzahlgebiet; Thorpite genannt) hatte zur selben Zeit 695 Einwohner. Die Einwohner werden Thorpianer (engl.: Thorpian) genannt.
Der Ort Thorp liegt 159,9 km östlich von Seattle, 14,95 km nordwestlich von Ellensburg und 24,48 km südöstlich von Cle Elum. Thorp liegt nahe am Westende des Kittitas Valley, wo die hochgelegenen Wälder der Kaskadenkette Raum für Viehzuchtbetriebe und Heuwiesen sowie Felder für Luzerne, Gemüse und Obst geben.
Thorp ist nach Fielden Mortimer Thorp benannt, der als erster ständiger weißer Siedler im Kittitas Valley gilt. Er gründete 1868 eine Hofstatt am Zugang zum Taneum Canyon (ˈteɪn.əm) nahe der heutigen Ortschaft Thorp. Klála (aus dem Sahaptin), ein Indianer-Dorf und zur Zeit der Ankunft der Weißen größte Siedlung der Indigenen im Kittitas Valley, lag etwa eine Meile (1,6 km) oberhalb der heutigen Siedlung.

## Geographie

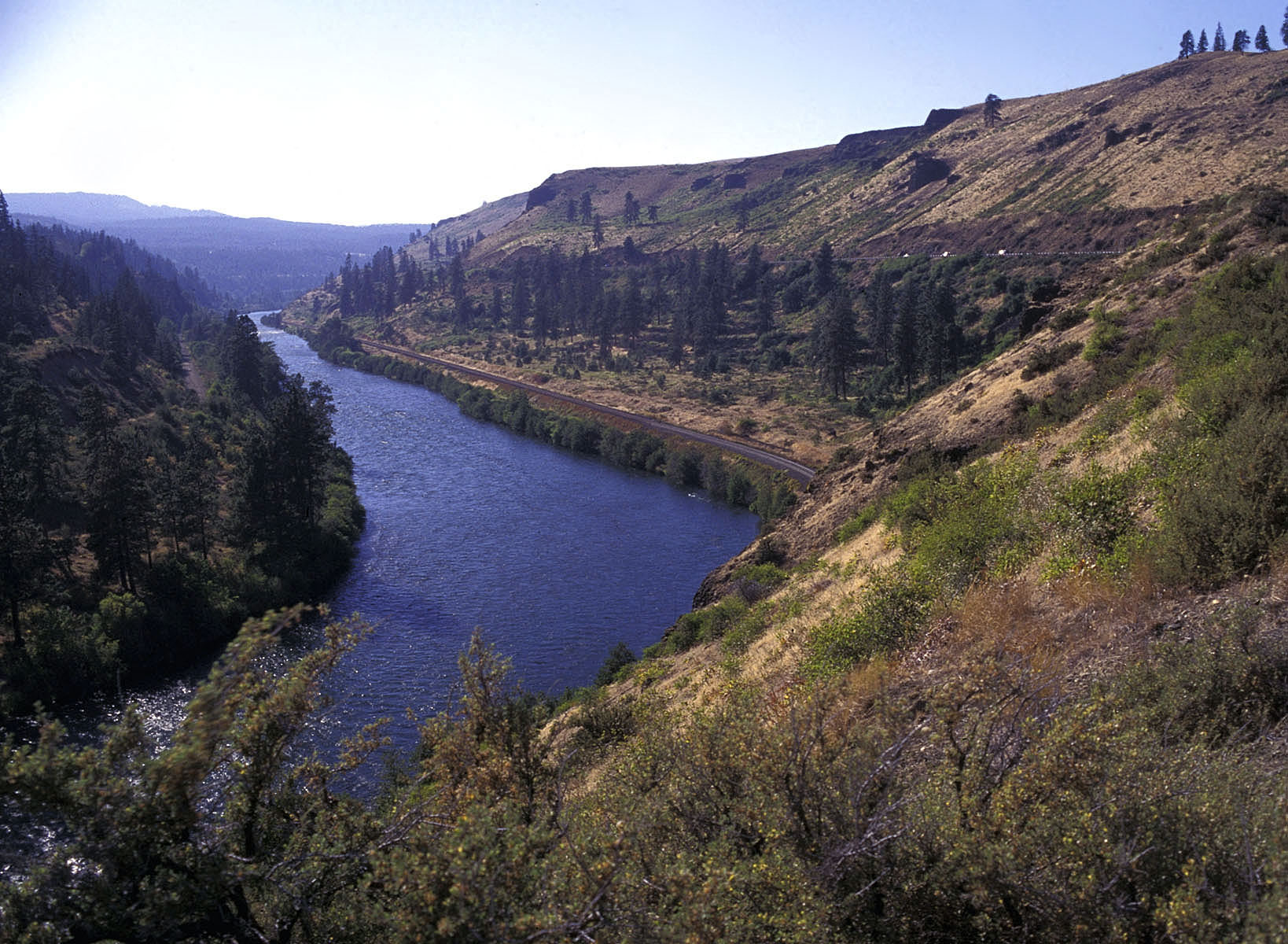
Der Canyon des Yakima River nahe der Ortschaft Thorp

Nach dem United States Census Bureau hat der CDP eine Gesamtfläche von 3,2 Quadratkilometern, worunter keine Wasserflächen sind.
Die Ortschaft Thorp liegt oberhalb der Flussaue des oberen Yakima River auf einer Höhe von 499 m nahe dem Westufer direkt gegenüber dem Gebiet des Hayward-Hill-Bergsturzes und der Clark Flats, nahe dem südöstlichen Übergang des Yakima River Canyon am Fuß der Thorp-Prärie. Südwestlich der Stadt befindet sich der Taneum Canyon, westlich von ihr Elk Heights, der Morrison Canyon und Sunlight Waters, eine durch Grundstücksteilung entstandene private Wohnanlage. Ellensburg, der County Seat, liegt südöstlich von Thorp.
Nordwestlich der Ortslage am Abzweig von Washington State Route 10 und Thorp Highway, tritt der Yakima River aus dem Canyon in einen Basalt-Bett, dessen oberste Lagen auf ein Alter von 10,5 Millionen Jahren geschätzt werden. Die Thorp Prairie liegt auf den Basaltlagen auf und endete an einem tiefen Canyon miozäner Basaltsäulen, die vom Swauk Creek freigelegt wurden; dessen Quellgebiet liegt nördlich am Blewett Pass am U.S. Highway 97. Die Ablagerungen der Thorp Prairie entstanden während der Thorp-Vereisung.

### Topographie
Nördlich und nordöstlich der Ortslage entlang des Flusslaufs des Yakima River liegt die Geländestufe der Thorp Drift, ein starker Anstieg der Höhe aufgrund der Endmoräne, welche den weitesten Vorstoß der Thorp-Vereisung markiert. Hier treten die Thorp-Kiese, benannt nach der Ortschaft Thorp und der Thorp-Vereisung, entlang des alten Flussbettes als „Rutschung“ zutage. Die Kiesbetten wurden am Ende des Thorp-Gletschers vor etwa 600.000 Jahren geformt.
Für die Thorp-Kiese selbst wird ein Alter von drei bis vier Millionen Jahren angenommen. Die gesamte Struktur besteht aus einzeln abgelagerten Bändern von Kies und Sand, die nicht stark miteinander verbunden sind; ständig der Witterung ausgesetzt sind sie bei durchschnittlich 30 Grad Hangneigung anfällig für fortschreitende Erosion und Bergstürze. Das Gebiet ist reich an wilden Tieren wie Weißkopfseeadlern und Fischadlern, die entlang des Flusses nach Beute jagen. Es ist auch ein Wechsel für Hirsche und Wapitis, die während der Morgen- und Abenddämmerung oft den Fluss als Wasserstelle aufsuchen.
Etwa sieben Meilen (11,2 km) westlich von Thorp sind die ersten flüchtigen Anzeichen des Columbia River Plateau zu sehen, wo der Yakima River die westlichste Grenze des Basalt-Plateaus durchschneidet. Der Basalt des Columbia Plateau entstand, als im ganzen heutigen Ost-Washington während des Miozäns (vor 17 bis 20 Millionen Jahren) Lava aus Spalten im Untergrund austrat. Die Eruptionen setzten sich periodisch über einen Zeitraum von mehr als zehn Millionen Jahren fort. Viele Basaltschichten flossen sukzessive übereinander, auch rückwärts, solange das Gelände eben war. Die Vulkane der Kaskadenkette verbreiteten auf die miozänen Lavaflüsse folgend Aschen, Schlacken, Bimsstein und Geröll und Schlamm über die gesamte Region, was schließlich zur Verzahnung mit den alternierenden Basaltschichten führte.
Die Interstate 90 durchstößt die Thorp Drift, welche den ältesten und weitesten bekannten Gletscher-Vorstoß im Kittitas Valley markiert. Der Wechsel in der Vegetation tritt in der Region stärker zutage. Diese Wechsel sind das Ergebnis eines Höhengefälles um etwa 430 m (1.400 ft) vom Scheitelpunkt des Snoqualmie Pass bis Thorp, und einem signifikanten Rückgang des durchschnittlichen Jahres-Niederschlags von 2.718 mm am Snoqualmie Pass auf 1.090 mm in Thorp.
Am Fuß der Thorp-Drift-Moräne öffnet sich der Blick ins Kittitas Valley, welches tief unter Kiesschichten des vorgeschichtlichen Yakima River vergraben ist. Diese Tal ist eine Synklinale, welche das Ellensburg Basin formt, gelegen zwischen der Mission Ridge im Norden und der Manastash Ridge im Süden. Das Ellensburg Basin, eigentlich die Ellensburg-Formation, besteht aus fast 1.200 m Fels, Sand und Kies, die über einen Zeitraum von zwei bis zehn Millionen Jahren während des Miozäns und unteren Pliozäns abgelagert wurden.

### Klima
Das Klima in Thorp zeigt mäßige Temperaturen (um 20 °C) im Sommer und tiefe Temperaturen (bis −10 °C) im Winter. Der wärmste Monat ist der Juli mit durchschnittlichen Höchsttemperaturen von 25 °C und durchschnittlichen Tiefsttemperaturen von 11 °C. Der kälteste Monat des Jahres ist der Januar mit durchschnittlichen Temperaturen zwischen −9 °C und 1 °C. Die Temperaturunterschiede zwischen Nacht und Tag sind im Sommer eher hoch und können um die 15 K betragen, während sie im Winter gering ausfallen und tags bis zum Gefrierpunkt oder kurz darunter steigen, um nachts deutlich unter Null abzufallen.
Die Temperaturen fallen im Oktober spürbar, während die Regenfälle von weniger als 12 mm auf mehr als 120 mm im Monatsmittel ansteigen. Dieser Trend setzt sich durch den Spätherbst und Winter fort, wobei die Niederschläge im April drastisch zurückgehen, einhergehend mit einem schrittweisen Temperaturanstieg im späten Frühling und Sommer.
Es gibt signifikante Wechsel in den Niederschlägen während des Jahres, wo im Dezember und Januar 230 mm bzw. 202 mm Regen und Schnee fallen. Die Regenfälle im Sommer betragen im Durchschnitt weniger als 12 mm, wobei im Juli die geringsten Niederschläge mit durchschnittlich 1,8 mm fallen.
|                       | Jan | Feb | Mär | Apr | Mai | Jun | Jul | Aug | Sep | Okt | Nov | Dez |   |         |
| Mittl. Tagesmax. (°C) | 1   | 3   | 6   | 9   | 16  | 19  | 25  | 22  | 20  | 11  | 6   | 2   | ⌀ | 11,7    |
| Mittl. Tagesmin. (°C) | −9  | −4  | −3  | 0   | 3   | 7   | 11  | 9   | 6   | 1   | −2  | −4  | ⌀ | 1,3     |
|                       |     |     |     |     |     |     |     |     |     |     |     |     |   |         |
| Niederschlag (mm)     | 202 | 163 | 137 | 25  | 31  | 34  | 1,8 | 2,8 | 11  | 118 | 135 | 230 | Σ | 1.090,6 |

| −9 |

| −4 |

| −3 |

| 0 |

| 3 |

| 7 |

| 11 |

| 9 |

| 6 |

| 1 |

| −2 |

| −4 |

| −9 |

| −4 |

| −3 |

| 0 |

| 3 |

| 7 |

| 11 |

| 9 |

| 6 |

| 1 |

| −2 |

| −4 |

### Umgebende Ortschaften
| Roslyn Cle Elum South Cle Elum | Yakima River                                |                     |
| Sunlight Waters Thorp Prairie  | Kompassrose, die auf Nachbargemeinden zeigt |                     |
| Taneum Canyon Taneum Creek     |                                             | Ellensburg Kittitas |

## Demographie
Nach der Volkszählung von 2000 gab es in Thorp 273 Einwohner, 103 Haushalte und 74 Familien. Die Bevölkerungsdichte betrug 85,7 pro km². Es gab 107 Wohneinheiten bei einer mittleren Dichte von 33,6 pro km².
Die Bevölkerung bestand zu 93,41 % aus Weißen, zu 1,1 % aus Indianern, zu 1,83 % aus anderen „Rassen“ und zu 3,66 % aus zwei oder mehr „Rassen“. Hispanics oder Latinos „jeglicher Rasse“ bildeten 2,2 % der Bevölkerung.
Von den 103 Haushalten beherbergten 44,7 % Kinder unter 18 Jahren, 56,3 % wurden von zusammen lebenden verheirateten Paaren, 14,6 % von alleinerziehenden Müttern geführt; 27,2 % waren Nicht-Familien. 24,3 % der Haushalte waren Singles und 6,8 % waren alleinstehende über 65-jährige Personen. Die durchschnittliche Haushaltsgröße betrug 2,65 und die durchschnittliche Familiengröße 3,17 Personen.
Der Median des Alters in der Stadt betrug 36 Jahre. 33 % der Einwohner waren unter 18, 4,8 % zwischen 18 und 24, 27,1 % zwischen 25 und 44, 26 % zwischen 45 und 64 und 9,2 65 Jahre oder älter. Auf 100 Frauen kamen 113,3 Männer, bei den über 18-Jährigen waren es 96,8 Männer auf 100 Frauen.
Alle Angaben zum mittleren Einkommen beziehen sich auf den Median. Das mittlere Haushaltseinkommen betrug 33.125 US$, in den Familien waren es 45.625 US$. Männer hatten ein mittleres Einkommen von 31.250 US$ gegenüber 22.500 US$ bei Frauen. Das Pro-Kopf-Einkommen betrug 17.772 US$. Etwa 5,6 % der Familien und 5,9 % der Gesamtbevölkerung lebte unterhalb der Armutsgrenze; das betraf 5,2 % der unter 18-Jährigen und 19,2 % der über 65-Jährigen.

## Geschichte

### Indianer
Das Kittitas Valley wurde von den Kittitas (Sahaptin (Ichishkíin Sɨ́nwit): Ki-tatash) oder Upper Yakama besetzt, auch jagende und Nahrung sammelnde Gruppen von Cayuse und Nez Percé durchstreiften das Tal. Die Region war reich an Beeren, Fisch und Wild, und benachbarte Stämme trafen jedes Jahr im April oder Mai zusammen, um Indianer-Zwiebeln (Allium spp.), Indianer-Kartoffeln (Claytonia lanceolata) und Brotwurzeln (Lomatium canbyi) zu sammeln. Die verschiedenen Stämme handelten mit den frühen britischen und US-amerikanischen Pelz-Händlern als Gegenpart mit Pferden und pflegten schon vorher friedliche Beziehungen zu den als Missionare der katholischen Kirche tätigen Jesuiten.
In den 1840er Jahren begannen weiße Siedler, in das Oregon-Territorium (später in das Washington-Territorium) zu strömen; sie brachten Masern und andere für die indigenen Völker tödliche Krankheiten mit sich. Dies, gepaart mit kulturellen Differenzen wie dem Landbau, der durch Pflügen des Bodens den Geist der Erde entweihte, führte zu Konfrontationen zwischen Indianern und weißen Siedlern.
Die größte indigene Siedlung im Kittitas Valley bei Ankunft der weißen Siedler war Klála, ein Dorf mit etwa 500 Bewohnern, etwa eine Meile (1,6 km) oberhalb des heutigen Thorp am Yakima River gegenüber der Mündung des Taneum Creek. Weiter flussaufwärts, etwa sechs Meilen (9,6 km) nordwestlich des heutigen Thorp, gab es das Dorf Tátxanixsha, und vier Meilen (6,4 km) unterhalb von Thorp ein Yumi’sh genanntes Dorf mit etwa 400 Bewohnern.
Unter den frühesten Aufzeichnungen über das Zusammentreffen von Indianern und den Frontiersmen im Kittitas Valley finden sich Berichte von 1858, dem Sommer des Yakima-Krieges, als große Kontingente von Wanapum von den Priest Rapids am Ausgang des Taneum Canyon sehr nahe der heutigen Stadt Thorp lagerten. Sie wurden von Smohalla geführt, dem legendären Propheten, dessen Name mit der Waashat-Religion der indigenen Völker des Pazifischen Nordwestens verbunden ist. Smohalla behauptete, während seiner Träume Visionen gehabt zu haben. Er predigte die Rückkehr zu der Lebensform vor der Ankunft der Weißen, was rituelle Musik und Tänze einschloss. Seine Rede wurde Yuyunipitqana (engl. „Shouting Mountain“; etwa „brüllender Berg“) genannt.
Es gab Gerüchte, Smohalla bereite eine Schlacht vor. Ein Austausch fand statt, während dessen Reverend George W. Kennedy, ein methodistischer Prediger der Grenzer in das Lager reiste, im Versuch, Frieden herzustellen, da er durch die große Ansammlung von Indianern Feindseligkeiten erwartete. Nach allem, was überliefert ist, war Smohalla nicht leicht einzuschüchtern. „He looked like a king. Stolid as a statue“ (etwa: „Er sah wie ein König aus, stur wie eine Statue“), sagte Kennedy nach einem Treffen mit ihm. Der Prediger mahnte, „God had made us all brothers and not enemies“ und „the Great Father want[s] us all to live together in peace on earth.“ (etwa: „Gott hat uns alle zu Brüdern gemacht, nicht zu Feinden“ und „der Große Vater will, dass wir alle zusammen in Frieden auf Erden leben.“)
Wenn das der Wahrheit entspricht, so hat Smohalla nachgefragt, „Why has the white man taken our lands from us? Has the white man any rights here in [the] Kittitas that the Indian has any right to respect? The Indian came first.“ (etwa: „Warum hat der weiße Mann unser Land genommen? Hat der weiße Mann hier in [den] Kittitas irgendwelche Rechte, die die Indianer zu repektieren hätten? Die Indianer waren zuerst hier.“)
Es war Kennedy, der einräumte „an unanswerable speech ... And I promised utmost friendship on the part of the white brothers. We gave them our hand shake and pronounced benediction of God on them, and Chief Smohalla agreed to accept that as the Pipe of Peace.“ (etwa:„eine Rede, die keine Antwort ermöglichte ... Und ich versprach höchste Freundschaft seitens der weißen Brüder. Wir gaben unsere Hand darauf und erbaten Gottes Segen für sie, und Chief Smohalla stimmte dem im Zeichen der Friedenspfeife zu.“)

### Die Pionierzeit
Bis Mitte der 1850er Jahre gab es im Kittitas Valley nur wenige Siedler. Die ersten Planwagen-Züge mit Immigranten, geführt von David Longmore, durchzogen die Region 1853. Im selben Jahr erkundete George B. McClellan das Tal im Auftrag der Northern Pacific Railroad, und zwei Jahre später zog Charles Splawn kurzzeitig durch die Gegend.
Andrew Jackson Splawn, der das Tal 1861 auf seinem Weg zu den nahen Bergwerken mit seinen Viehherden durchquerte, schrieb über seine Erfahrungen:
„It was on the fourth day out that we came to the beautiful Kittitas valley. This valley, as it looked that day to me, a boy of 16, was the lovliest [sic] spot I had ever seen. To the west stood the great Cascade range; to the north rose the snow-capped peaks of the Peshastin to guard the beautiful valley below where the Yakima River wound its way full-length, while from the mountains on the north flowed numerous small streams and the whole plain was covered with a thick coat of grass.“
(etwa: „Wir waren den vierten Tag unterwegs und kamen in das schöne Kittitas Valley. Dieses Tal, wie es damals auf mich, einen Jungen von 16 Jahren, wirkte, war der lieblichste Flecken, den ich jemals gesehen hatte. Im Westen stand die großartige Kaskadenkette; im Norden wuchsen die schneebedeckten Gipfel der Stuart Range“ (Peshastin wie Wächter des Tals zu ihren Füßen empor, wo der Yakima River seinen gesamten Lauf durch die Landschaft wand, während von den nördlichen Bergen viele kleine Ströme flossen. Die ganze Ebene war von einem dicken Pelz aus Gras bedeckt.)

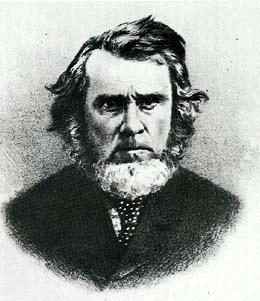
Thorp ist nach Fielden Mortimer Thorp (1822–1894) benannt, dem ersten ständigen weißen Siedler im Kittitas Valley.

Fielden Mortimer (F. M.) Thorp wird als erster weißer Siedler im Yakima Valley angesehen, noch vor seinem späteren Umzug in die freundliche Umgebung des heutigen Thorp. Im Yakima County wurde 1865 eine rudimentäre County-Regierung gebildet, die Geschäfte wurden an das Heim von F. M. Thorp nahe Moxee übertragen, bevor ein anderer geeigneter Ort gefunden werden konnte.
Mit der Eröffnung der Snoqualmie Wagon Road 1867 begannen Siedler zögerlich, das Tal in Besitz zu nehmen; der Weg entspricht in etwa der heutigen Interstate 90 von Seattle über Thorp nach Ellensburg. Unter diesen ersten Abenteurern waren F. M. Thorp und Charles Splawn, deren Familien durch die Heirat von Charles Splawn, einem Bruder von Senator Andrew Jackson Splawn aus Yakima, und Thorps Tochter Dulcena 1863 vereinigt waren.
Sie wurden 1868 die ersten weißen Siedler im Kittitas Valley und erbauten die Behausungen für die Thorps und Splawns am Ausgang des Taneum Canyon an den Ufern des Taneum Creek. Dieser Ort, nicht viel mehr als eine Meile (1,6 km) von der heutigen Ortslage Thorp entfernt, bot idealen Schutz für das überwinternde Vieh und außerdem Wasser und fruchtbare Böden für die Landwirtschaft. Charles Splawn betrieb eine Kneipe oder ein Gasthaus an diesem Ort als Übernachtungsmöglichkeit für Reisende auf dem Snoqualmie Trail.
Kurz darauf vereinigten sich die Familien von F. M. Thorp und Charles Splawn mit ihrem Freund Walter J. Reed, dem zweiten Siedler im Kittitas Valley, der später die Gemeinde Cle Elum gründete.  Tillman Houser, ein weiterer früher Siedler, der seine Familie über den Snoqualmie Pass brachte und am Coleman Creek ansiedelte, betrat das Tal am 16. Juni desselben Jahres. Zu ihm stießen später Martin Dervan und seine Frau. Das erste Postamt im Kittitas Valley wurde als Taneum Station im Haus von F. M. Thorp 1869 gegründet.

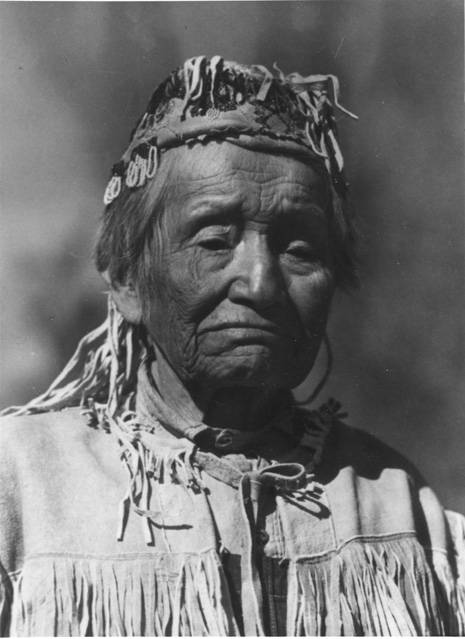
Antoine Bertram zog in das Gebiet von Thorp mit seinen Freunden Charles Splawn und F. M. Thorp. Er trägt hier ein Hirschlederwams und einen perlenbestickten Hut

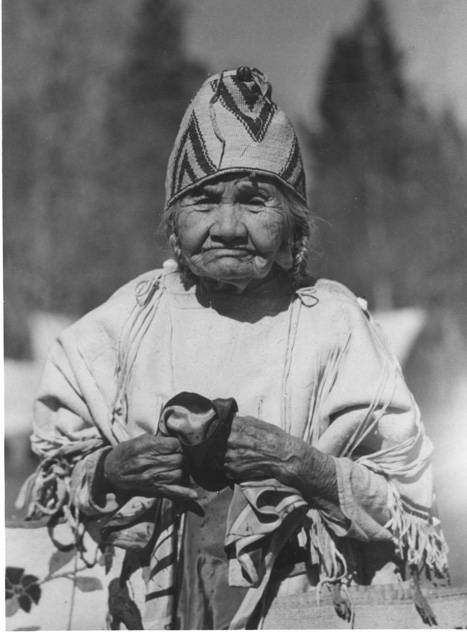
Lucy Pahofta Bertram war die Tochter des Indianers John. Sie lebte im Gebiet von Thorp mit ihrem Mann Antoine. Sie trägt hier komplett traditionelle Kleidung mit aufwändiger Perlenstickerei auf dem Hut.

Antoine Bertram war ein Yakama-Indianer, der in das Gebiet von Thorp zusammen mit den Familien von Charles Splawn und F. M. Thorp zog. Er bebaute das Land mit seiner ersten Frau Emma Pahofta, der Tochter von Indian John (nach dem Indian John Hill und die Indian John Hill Raststätte an der Interstate 90 zwischen Cle Elum und Thorp benannt sind). Später heiratete er Emmas Schwester Lucy Pahofta. Antoine half Thorp und Splawn, das Vieh zu versorgen. Keneho, ein weiterer freundlich gesinnter Nachfahre der Yakama, bekam von Charles Splawn zehn US-Dollar für jede Post-Beförderung vom Taneum Station Postamt über den Snoqualmie Trail.
Zu den rätselhaften Sehenswürdigkeiten im Gebiet von Thorp gehört eine Steinplatte an den Tamarack Springs  im Taneum Canyon, die ein Grab bezeichnet und mit der Inschrift „A White Woman’s Grave“ (etwa: „Grab einer weißen Frau“) versehen ist. Das Grab gehört zur Ehefrau von Al Williams, die an den Quellen 1870 getötet wurde. Williams und seine Frau reisten durch das Gebiet und verloren die Orientierung. Ein Indianer zeigte ihnen den Tamarack Trail, weil dies der kürzeste Weg zu einer Siedlung war. In Eile, ihr Ziel zu erreichen, stolperte das Pferd der Frau über einen Baumstamm und fiel. Ein von Charles Splawn geschriebener Brief erläutert das tragische Ereignis:
„Because his wife was expecting a baby, they started to go to a settlement. The horse Mrs. Williams was riding fell while jumping a log. The child was born prematurely and the mother and baby died. Williams buried his wife and child as best he could. And rode down into the valley. He afterwards came back to remove the bodies. Thorp, Splawn and Rego advised him not to. They told him she was a pioneer’s daughter and a pioneer’s wife and she should rest in a pioneer grave.“
(etwa: „Weil sein Weib ein Kind erwartete, versuchten sie eine Siedlung zu erreichen. Das Pferd von Mrs. Williams fiel, als es über einen Baumstamm sprang. Es kam zu einer Frühgeburt und Mutter und Kind starben. Williams begrub Frau und Kind so gut er konnte und ritt in das Tal hinunter. Er kam später zurück, um die Leichen umzubetten. Thorp, Splawn und Rego rieten ihm davon ab. Sie sagten, sie sei die Tochter eines Pioniers und die Frau eines Pioniers und sollte auch im Grab eines Pioniers ruhen.“)

Jahre später wurde, laut der alten Mrs. W. D. Bruton aus Thorp, von Matt Pointer ein Zeichen über das Grab gesetzt, der mit seinem Vieh durch die Gegend zog, um das Grab einer weißen Frau vor Vandalismus zu bewahren. Schließlich wurde ein Zaun um das Grab gebaut und Steine darüber platziert, um es vor Haustieren zu schützen. Nach dem Tod seiner Frau zog Williams zum Puget Sound und betrieb eine Fähre am Nisqually River; schließlich zog er nach Kalifornien, wo sein Bruder Eigner einer Postkutschen-Linie war. Heute liegt das Grab abseits der Road 3120 auf zum Washington Department of Natural Resources gehörenden Land auf einer abgezäunten Fläche, die von einer Wiese von den Quellen getrennt ist.
Der Thorp-Splawn Pioneer Cemetery befindet sich etwa eine Meile (1,6 km) südwestlich der Ortslage von Thorp an der Nordseite der Interstate 90 in einem Feld, das vom Freeway aus sichtbar ist. Es gibt je zwei Gräber mit den Namen Splawn und Thorp, außerdem zwölf unbezeichnete Gräber. Zehn der zwölf bergen direkte Nachfahren von F. M. Thorp, zwei sind nicht identifiziert. Die bezeichneten Gräber gehören zu Dulcena Heelen und Violet Vivian Splawn, sowie zu Fielden M. und Margaret Thorp. Der Thorp-Splawn Cemetery wurde bis 1964 vernachlässigt, als der Terra Firma Garden Club aus Thorp die Fläche restaurierte. Die Zuordnung von Grabplatten und Gräbern war jedoch nach all den Jahren unmöglich, so dass nicht sicher ist, dass in den Gräbern auch die ruhen, die auf den Platten verzeichnet sind.
Weitere frühe Siedler der Region Thorp waren Herman Page, J. H. Stevens, W. D. Killmore, A. T. Mason, George O’Hare, George und Jacob Forgey, John Newman und John C. Goodwin. Goodwin war später zum ersten Sheriff des Kittitas County ernannt worden, und zwar auf der ersten Sitzung der Kommunalverwaltung in Ellensburg am 17. Dezember 1883. John Ellison und Amy Childs aus Thorp waren Familienmitglieder der ersten Siedler im Gebiet und erhielten 1884 die erste Heiratserlaubnis im Kittitas County.
In den 1870er Jahren war das, was einmal Thorp werden sollte, als Pleasant Grove bekannt und Teil des Yakima County. Am 6. Juli 1872 wurde das Pleasant Grove Post Office westlich des Yakima River auf der Ranch von John S. Vaughn gegründet, und das Taneum Post Office stellte am 7. April des folgenden Jahres den Betrieb ein, da eine Überschneidung der Dienste unnötig war. Obwohl Pleasant Grove einer der ersten besiedelten Orte im Kittitas County war, blieb es für das nächste Jahrzehnt spärlich besiedelt; Viehzucht war der primäre Erwerbszweig.
In den frühen 1880er Jahren begann sich der Ackerbau im Gebiet um Thorp durchzusetzen und frei verfügbares Weideland schrumpfte flächenmäßig. Das Pleasant Grove Post Office wurde 1880 in das kleine Industriegebiet verlegt, das sich durch Gründung eines Sägewerkes und – drei Jahre später – einer Getreidemühle etablierte. Die neue Siedlung hoffte auf den Bau einer Station der Eisenbahn, da die Northern Pacific Railroad ihre Intentionen klar äußerte, bald eine solche im Tal in der Nähe zum Dorf zu errichten.

### Ära der Holzfäller- und Eisenbahnerstadt
1878 überquerte James L. Mills den Weg über die Kaskadenkette vom Puget Sound zu Fuß und erkannte die großartigen Möglichkeiten im Kittitas Valley. Er baute 1879 ein Sägewerk westlich der heutigen Ortslage und zweigte Wasser vom Yakima River ab, um die Räder seiner Sägemühle anzutreiben. Die Sägemühle verarbeitete 7.000 Fuß Holz pro Tag.
Mit der Sägemühle unzufrieden ersann Mills einen Weg, mit denselben Mühlrädern die North Star Mill, eine von Oren Hutchinson 1883 in Thorp gebaute Getreidemühle, anzutreiben, um so Futter für Vieh sowie Mehl für die Einwohner bereitzustellen. Die Mühle war für ihre führende Marke „Tip Top“ bestens bekannt.
Das Pleasant Grove Post Office wurde 1880 an einen Ort nahe den Mühlen verlegt und änderte seinen Namen in Milton Post Office, um den Namen der kleinen Siedlung widerzuspiegeln, die an diesem Ort entstanden war; sie war nach Milton Young benannt. Sie bestand bis 1884 aus verschiedenen Bauernhöfen nordwestlich der heutigen Ortslage von Thorp, als sie durch die Mitwirkung von James L. Mills an der Getreidemühle von Thorp wiedererrichtet wurde; Mills nannte die Siedlung „Oren“ nach Oren Hutchinson. 1889 wurde der Name des Postamtes zu „Thorp“ geändert, um den Namen mit dem von der Northern Pacific Railroad für die Siedlung benutzten in Einklang zu bringen und 1895 wurde das Postamt zum dort gebauten Bahnhof und die Siedlung um ihn herum hin verlegt.
Erst das Bewässerungssystem ermöglichte den Betrieb der Mühlen in Thorp. Die landwirtschaftlichen Flächen sind die ältesten bewässerten im Kittitas County. Der Manastash Canal wurde 1875 fertiggestellt, später im selben Jahr gefolgt von der Taneum Ditch Company. Der Westside-Bewässerungskanal, der genau südlich der Ortslage von Thorp fließt, wurde im Juni 1889 begonnen, die erste Wassernutzung erfolgte 1890. Er ist 14 Meilen (22,4 km) lang und durchschnittlich zwölf Fuß (3,6 m) breit. Die ursprünglichen Baukosten für den Westside Canal lagen bei 30.000 US$.
Im Großen und Ganzen verdankt Thorp seine Existenz den Plänen der Northern Pacific Railroad. Während die ursprüngliche Siedlung unzweifelhaft von den Planwagen-Trecks über den Snoqualmie Pass beeinflusst wurde, war es die Nebenstrecke über die Kaskadenkette, die letzten Endes die Lage des Ortes bestimmte. 1887 erreichte der Bau der Northern Pacific Railroad Thorp, als das Management der Bahngesellschaft das Gleis etwa eine Meile (1,6 km) außerhalb der Ortslage bauen ließ und den Halt nach dem unerschrockenen Pionier F. M. Thorp und seiner Familie benannte.

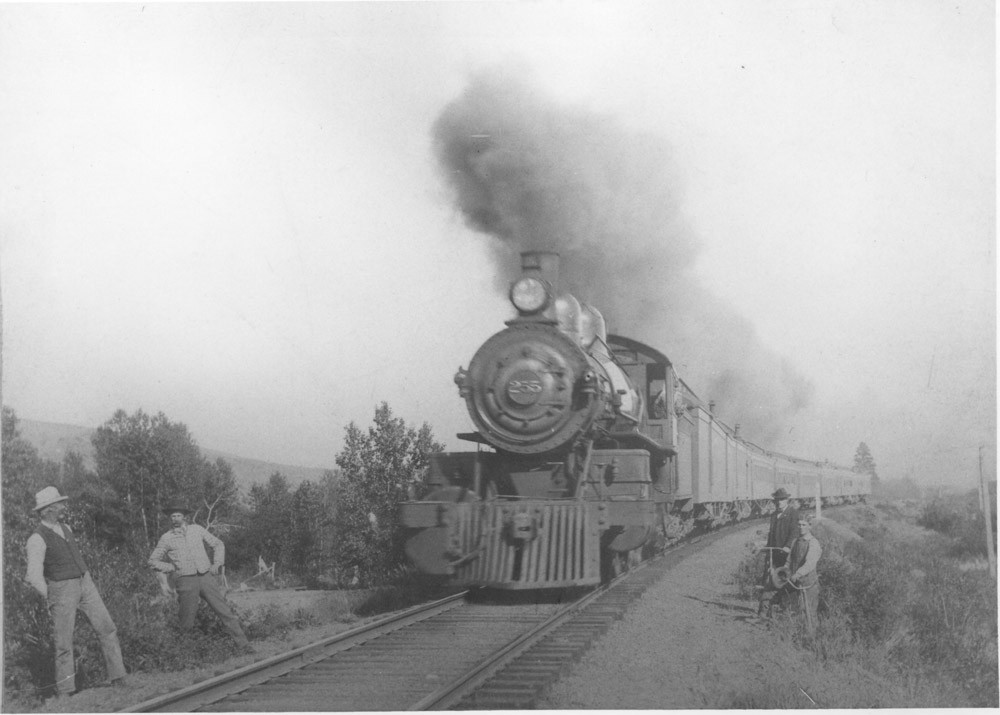
Train No. 255 der Northern Pacific bei Ankunft in Thorp. (Photo ca. 1900)

Es brauchte zwei Jahre, um die Strecke der Northern Pacific von Old Town (heute Union Gap) nach Thorp zu verlegen. Chinesische Arbeiter oder „Kulis“ wurden zuerst zur Verlegung der Gleise eingesetzt; dann erneut zur Erweiterung der Milwaukee Road durch das Kittitas Valley. Ein Betriebsposten der Northern Pacific war in Thorp angesiedelt, wo regulär Beschäftigte untergebracht waren, während die chinesischen Arbeiter in eigenen Schlafwagen unterkamen.

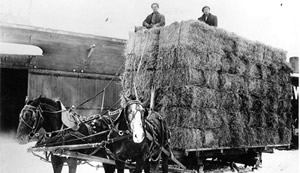
Pferdewagen mit Heu nahe Thorp. (Photo ca. 1900)

1895 wurde der Bahnhof mit der Erweiterung der Hauptstrecke zur heutigen Ortslage verlegt und in die Stadt integriert. Der Ort Thorp entwickelte sich um diesen Bahnhof herum; Instandsetzungs- und Versandeinrichtungen wurden ebenso errichtet die Lagerhallen.
Die heutige Ortslage wurde 1878 von der Familie Newman besiedelt. Am 9. Juli 1895 wurde eine Stadt mit drei Häuserblocks um den Bahnhof der Northern Pacific herum von John M. und Sarah Isabel Newman parzelliert. Im Mai 1890 fügte Milford A. Thorp, ein Sohn von F. M. Thorp, Thorp’s Addition hinzu, indem er das durch ihn 1885 von James McMurray erworbene Land in die Stadt einbrachte. Häuser und Geschäfte schossen schnell aus dem Boden und kleine Bauernhöfe entstanden an den Grenzen.
Der erste Laden wurde 1895 in Thorp durch J. E. Veach eröffnet. Das erste Hotel war das Thorp House, gegründet 1893 durch A. St. John. Das Hotel wurde durch das Tanum House 1903 ersetzt, welches von J. F. Duncan erbaut und betrieben wurde.
Die Zeitung Ellensburg Dawn schrieb im Frühjahr 1901 über die aufstrebende kleine Stadt:
„The little village of Thorp, nine miles up the road, is one of the nicest little places in Central Washington. It is quiet, no saloons to mar the pleasure of the inhabitants, has a good church, a good public school building, a sawmill and a good flouring mill, both of which are operated by water power, a manufacturing establishment--land roller and box factory, and in fact you can get about all the accommodations in Thorp you can get in many towns of much larger population. We are glad Thorp is in Kittitas County.“
(etwa: „Das kleine Dorf Thorp, neun Meilen die Straße hinauf, ist einer der hübschesten kleinen Orte im zentralen Washington. Es ist ruhig, keine Saloons stören das Vergnügen der Einwohner; es hat eine gute Kirche, ein gutes Schulgebäude, eine Sägemühle und eine gutgehende Getreidemühle, die beide von Wasserkraft angetrieben werden, ein produzierendes Gewerbe – Wagenräder und Kisten, und tatsächlich kann man alle Einrichtungen selbst viel größerer Orte finden. Wir sind froh, Thorp im Kittitas County zu haben.“)

1907 wurde die Energie der Wasserräder der North Star Mill zum Antrieb eines Heizkessels genutzt, der einen 40-Pferdestärken-Dynamo antrieb; die Elektrizität ermöglichte an zwei Tagen der Woche die Reinigung von Kleidern und die Beleuchtung der Wohnungen an einigen Stunden jeden Abend. Das gab Thorp die Position unter den ersten mit Elektrizität versorgten Orten in Washington und des kleinsten nicht als Stadt anerkannten Ortes mit elektrischem Licht.
Der Bau eines Bahnhofs der Milwaukee Road 1909 bedeutete, dass Thorp der erste Eisenbahnhalt war, wo die Chicago, Milwaukee, St. Paul and Pacific Railroad und die Northern Pacific Railroad sich kreuzten, was aus Thorp einen bedeutenden Knoten jener Zeit machte. Die Chicago, Milwaukee, St. Paul & Pacific Railroad bewirtschaftete ihre Hauptzentren für Bauvorhaben im Lower Kittitas County, einschließlich der Lieferung in und der Lieferungen innerhalb des Gebietes von Thorp aus. Die Lohnbuchhaltung und der Vorsteher waren gleichfalls in Thorp angesiedelt.
Der U.S. Postal Service transportierte die Post von und nach Thorp über Waggons der Northern Pacific. Bevor durch Stopps wertvolle Zeit verloren ging, wurden Bahnpostwagen mit großen Haken ausgestattet, die die Postsäcke im Vorbeifahren im Bahnhof aufnahmen. Ein Personenzug verkehrte täglich nach Ellensburg und die Halte darüber hinaus; er hielt in Thorp um 11:30 Uhr und erneut auf dem Rückweg um 16:00 Uhr, gefolgt von einem weiteren westwärts verkehrenden Zug um 23:00 Uhr.

### Boomtown-Ära und danach
Über die ersten Jahrzehnte des 20. Jahrhunderts blieb die Wirtschaft des Ortes stabil und die Bevölkerung erreichte ihren Höhepunkt bei etwa 400 Einwohnern. Eugene B. Brain schrieb im Magazin The Coast über die blühende Stadt Thorp, die zum Eintritt in ihre Boomtown-Ära bereit war:
„The people of Thorp are prosperous and well-to-do. The business interests are represented by two general stores, a fine hotel, drug store, restaurant, livery, meat market, blacksmith shop, saw mill, flouring mill, numerous fruit packers and shippers and other pursuits [...] with a bright present, a prosperous and large future lies before the town. Thorp is bound to grow and with its enterprising and progressive residents a magnificent town is assured--a town of wealth and importance for Kittitas County.“
(etwa:„Die Leute in Thorp sind wohlhabend und prosperieren. Die geschäftlichen Aktivitäten markieren zwei Gemischtwarenläden, ein vorzügliches Hotel, eine Apotheke, ein Restaurant, eine Pferdepension, ein Fleischmarkt, ein Hufschmied, eine Sägemühle, eine Getreidemühle, mehrere Obstverpacker und -versender und weitere Geschäftszweige [...] so dass nach der lichten Gegenwart eine große Zukunft vor der Stadt liegt. Thorp ist an das Wachstum gebunden und seine unternehmungslustigen und fortschrittlichen Bewohner sichern eine prächtige Stadt -- eine bedeutende Stadt des Wohlstands im Kittitas County.“

In den späten 1920er und in den 1930er Jahren erfuhr Thorp ungeachtet der Großen Depression, die die ganze Nation erfasst hatte, einen bemerkenswerten wirtschaftlichen Schub.
Diese Periode des Wachstums und der Prosperität wurde von einem Zustrom von Holzarbeitern aus dem Taneum Canyon genährt, wo die Cascade Logging Company ein mobiles Holzfäller-Camp unterhielt. 1928 wurde Thorp einer der Hauptstützpunkte für die Kittitas-Abteilung des Bureau of Reclamation für das Yakima Project, das sich auf den Bau des Highline Canal konzentrierte, ein Vorhaben, das dem Ort zusätzliche Aktivitäten bescherte.
Dies ging mit der Gründung von Camp Taneum als Maßnahme 4771 des Civilian Conservation Corps im nahen Taneum Canyon einher, das mindestens 189 junge Männer von so weit entfernten Gegenden wie New York zur Arbeit in das Camp führte, von denen viele Thorp zum Einkaufen und Vergnügen aufsuchten. Camp Taneum wurde im Juli 1938 abgewickelt und seine Beschäftigten nach Fort Snelling (Minnesota), Fort Leavenworth (Kansas) und Little Rock (Arkansas) zur Weiterbeschäftigung verteilt.
Der Schub in der Wirtschaft brachte Arbeiter in den Ort, die nach sozialen Einrichtungen verlangten; das Fehlen von Alkohol während der Zeit der Prohibition machte Ellison’s Hall zur großen Attraktion. An der Ecke Railroad Street (Thorp Highway) und First Street gelegen bot Ellison’s ein Club-Ambiente am Samstagabend. Hier wurden auch viele Partys der Ladies’ Aid Society gefeiert und Tanzveranstaltungen durchgeführt wie „Larry’s Harmony Aces“ und „Pinky’s Roamers“.
Am Morgen des 24. Mai 1938 vernichtete eine Großbrand mehrere kleine Geschäfte; dazu gehörten das Thorp Hotel und ein Geschäftshaus mit den Club-Räumen der Logen von Odd Fellows und seiner Zweigorganisation International Association of Rebekah Assemblies.
Das Thorp Hotel wurde zunächst als „Tanum House“ von J. F. Duncan geführt; später wurde es von Frank und Callie Mattox übernommen. Der Name wurde irgendwann in den 1920er Jahren geändert und das Haus anschließend von 1924 bis 1930 von Harrison und Nancy Barrett geführt. Zum Zeitpunkt des Brandes war Ray Long der Inhaber.
Keines der vom Brand 1938 zerstörten Geschäfte wurde wieder aufgebaut; das Geschäftsviertel wurde am 16. August 1943 erneut von einem Brand heimgesucht, als weitere Geschäftsgebäude niederbrannten. Die Flammen wuchsen sich zum Großbrand aus und konnten nur durch Einheiten des Staatsforsts und einen Löschzug aus Ellensburg unter Kontrolle gebracht werden.
Die Erkenntnis, dass der Brand weitaus ernstere Folgen hätte haben können, gaben zusammen mit den früheren Bränden im Ort den Anstoß für eine Initiative zur Unterhaltung einer eigenen Feuerwehr. Am Abend des 19. August 1943 fand eine Katastrophensitzung der Einwohner statt, um die Reaktion des Ortes zu diskutieren. Im selben Jahr wurde das Kittitas County Fire District No. 1 in Thorp organisiert, der älteste Brandschutzbezirk im Bundesstaat. Das Gebäude der Freiwilligen Feuerwehr wurde von der großen Glocke gekrönt, die ursprünglich im Glockenturm des alten Schulgebäudes von Thorp hing. Die Glocke ist heute ein Artefakt in der neuen Feuerwache, die an die alte angebaut wurde. Die alte Feuerwache wurde später verkauft und in ein Studio mit Wohnung für einen Künstler umgewandelt.
Die Tage des Booms schwanden mit dem Abzug der Kanalbauer und dem Niedergang der Holzfällerei. Die örtliche Wirtschaft litt massiv unter der Schließung von Betrieben, die nie wieder eröffnet wurden. Das Ende der Boomtown-Äre fällt mit dem des Zweiten Weltkriegs zusammen.
Der Bahnhof der Northern Pacific Railroad wurde am 1. Juli 1952 offiziell geschlossen. Die Northern Pacific führte einen stetigen Rückgang im Frachtverkehr und die Konkurrenz der Lastwagen als Gründe für die Schließung an. Die letzte Fracht, die Thorp per Bahn verließ, wurde am 9. Mai 1952 abgefertigt.
1967 begannen auf dem Brandplatz von 1938 Gründungsarbeiten der Ellensburg Telephone Company, die das Land zur Errichtung einer lokalen Vermittlungsstelle erworben hatte. Das Gebäude mit Gesamtkosten von 25.000 US$ wurde im Mai 1968 in Betrieb genommen und wird immer noch genutzt. Die Vermittlung wurde für 400 Teilnehmer ausgerüstet.
Der Bau einer zweibahnigen stählernen Fachwerk-Brücke über den Yakima River westlich von Thorp 1936 bereitete 1937 den Weg für die Ausweisung des Thorp Highway von der Washington State Route 10 zum U.S. Highway 97 als Secondary State Highway 3M (SSH 3M). 1953 wurde der Highway durch Thorp aus dem System der State Highways gestrichen.
Der Verlauf der U.S. Route 10 (heute State Route 10) nördlich von Thorp 1926, und schließlich die Eröffnung der Interstate 90 1968, spielten enorme Rollen für die Entwicklung der Bevölkerung und die ökonomischen Bedingungen für den kleinen Ort.
1980 wurde die Interstate 90 von Seattle nach Thorp als Mountains to Sound Greenway ausgewiesen, um die außerordentlichen landschaftlichen und kulturellen Ressourcen zu schützen.

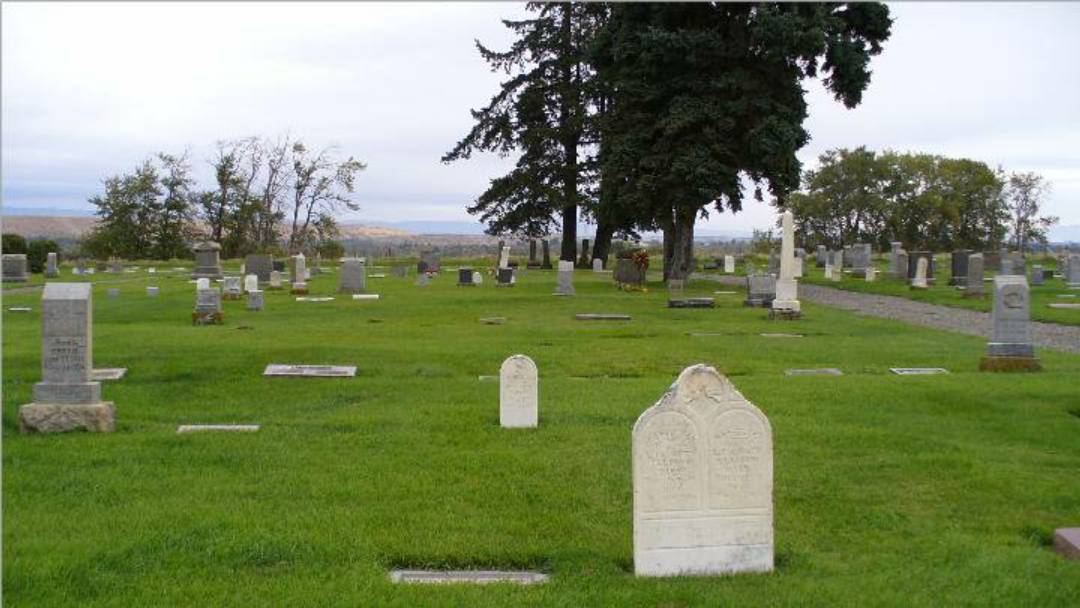
Vom Thorp Cemetery heißt es, darauf spuke der Geist einer jungen Indianerin, die um 1890 einen tragischen Tod fand.

### Thorp Cemetery
Der Thorp Cemetery liegt etwa eine Meile (1,6 km) südlich der Ortslage an der Thorp Cemetery Road. Herman Page, ein aus New York stammender Farmer, stiftete das Land für den Friedhof, auf dem er auch begraben ist. Die ältesten Gräber sind mit 1890 datiert, Herman Page startete jedoch mit Page’s Grove, einem Hain von zweieinhalb Hektar bereits 1875, als auch sein 65-Hektar-Hof vermessen wurde.
Der Titel wurde an die Methodistenkirche von Thorp in den späten 1880er Jahren übertragen und von der Thorp Odd Fellows Lodge bis 1940 geführt, als die Loge ihre Aktivitäten einstellte. 1962 wurde der Friedhof unter Verwaltung des Kittitas County Cemetery District No. 1 genommen.
Örtlich hält sich die Legende, auf dem Friedhof spuke der Geiste einer jungen Indianerin namens Susie, die um das Jahr 1890 tragischerweise von Unbekannten gelyncht wurde. Dokumente der Kittitas County Genealogical Society bestätigen ihren Tod als „durch einen Unbekannten durch Hängen herbeigeführt“; als ihr Vater wird Salmon La Sac genannt. Es wird berichtet, sie würde auf einem weißen Pferd reiten und in mondhellen Nächten kummervoll am Grabstein weinen. Der Friedhof wird oft bei den „Spukorten“ des Staates Washington aufgeführt.
Der Friedhof ist ruhig und bestens gepflegt und wird nach wie vor für die Beerdigungen der aus der Gemeinde Thorp Geschiedenen genutzt. Besucher, insbesondere die von der Legende des Indianermädchens faszinierten, sind aufgefordert, den hier Ruhenden und den Rechten und der Privatsphäre der Familien Respekt zu zollen.

### Kirchen
Mehrere Familien aus Thorp, die aus dem Polk County (Oregon) kamen, stammten aus der Stone-Campbell Movement. Obwohl sie sich als Gruppe seit 1890 trafen, wurde die Church of Christ nicht vor 1895 gegründet. Die primären Kräfte, die die Kirche voranbrachten, waren Mary Childs und Sarah Goodwin. Ihre Arbeit war erfolgreich, aber Sarah Goodwin ist nicht auf der Gründungsurkunde von 1895 verzeichnet, weil sie zu dieser Zeit schon das Zeitliche gesegnet hatte.
Die ersten Gottesdienste wurden im Schulhaus von Thorp abgehalten; ein eigenes Kirchengebäude wurde 1897 errichtet. Die frühen Amtsträger unterzeichneten Ein-Jahres-Verträge für die Amtsführung; die meisten Gläubigen wurden bereits nach kurzer Zeit anderen Gemeinden zugeführt.
Der Ort Thorp beherbergte auch viele Jahre eine Methodistenkirche, doch wurde diese Gemeinde irgendwann in den 1930er Jahren aufgelöst. Der Kirchturm der Methodistenkirche wurde gekappt und diente nacheinander als Saal für die National Grange of the Order of Patrons of Husbandry, eine Bruderschaft, als Clubhaus und als Square-Dance-Halle der Rodeo Renegades bis er kürzlich verkauft und in eine Wohnung umgewandelt wurde.
1949 gründete Teddy Leavitt eine kurzlebige Bibelschule in Thorp, die der Thorp Church of Christ angeschlossen war. Das Kirchengebäude wurde am 13. April 1950 zum Raub der Flammen, und in der Folge wurde die Bibelschule nach Selah verlegt, wo sie bis 1977 als Central Washington Bible College betrieben wurde. Nach dem Brand von 1950 wurde die Thorp Church of Christ schnell an derselben Stelle wieder ausgebaut.
Die Thorp Church of Christ wurde 1981 zur Thorp Community Church. Sie befindet sich nahe der Kreuzung Goodwin Road/ First Street in Thorp, und versieht die spirituellen Bedürfnisse der Einwohner der Ortschaft.

## Verkehr
Thorp ist sowohl über die Ausfahrt 101 (Thorp, Thorp Highway) der Interstate 90 als auch über die Washington State Route 10 (früher U.S. Route 10) über den Thorp Highway am Meilenstein 8,98 zu erreichen.
Die Hauptstrecke der Northern Pacific Railroad führte früher durch Thorp, welches seinerzeit ein wichtiger Versandort war. Gegenwärtig nutzt die Burlington Northern-Santa Fe die Eisenbahnstrecke durch die Ortschaft, aber die Züge halten nicht mehr.

## Bildung

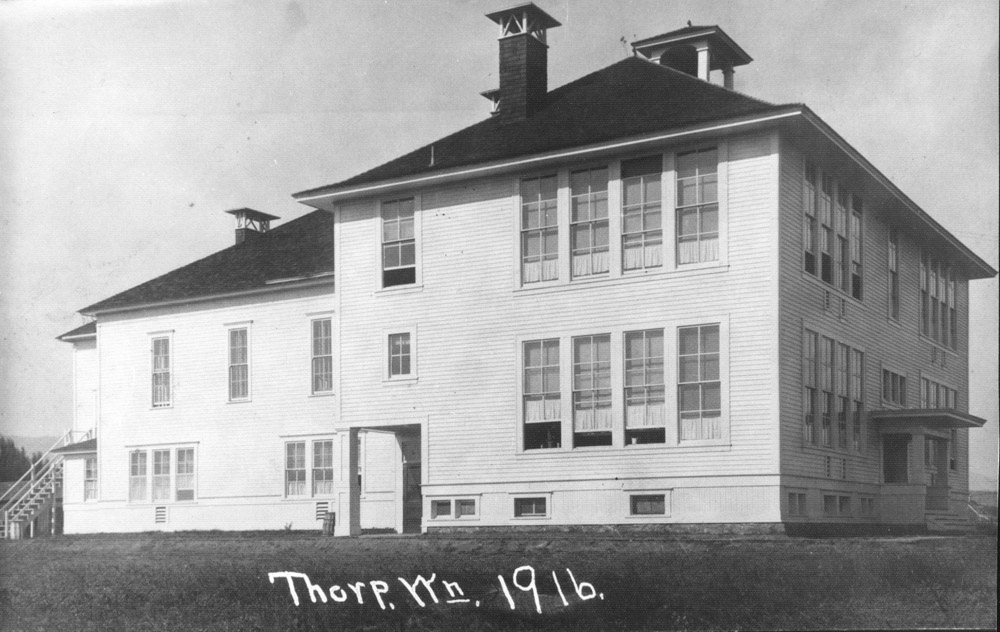
Errichtet 1912 wurde dieses Gebäude als Thorp High School bis zu seinem Abriss 1958 betrieben, als Platz für ein modernes Gebäude an selber Stelle geschaffen wurde. (Photo 1916)

### Öffentliche Schulen
Öffentliche Schulen werden vom Thorp School District 400 betrieben. Der Bezirk betreibt eine Junior/ Senior Highschool (Thorp High School) und eine Grundschule. Insgesamt werden 51 Schüler und Studenten beschult.

## Sehenswürdigkeiten und Events
- Thorp Community Day – Der Thorp Homecoming and Community Day ist eine jährliche Festivität Anfang Oktober, die sich nach der Herbsternte richtet.
Das Event beginnt mit einem Pancake Breakfast an der Feuerwache in Thorp und einer Parade durch den Ort. Es gipfelt in verschiedenen gemeinschafts-orientierten Aktivitäten wie einem Herbstmarkt an der Thorp Tractor Company, auf dem mehr als zwanzig lokale Anbieter alles von handgefertigten Möbeln über Kleidung, Schmuck, Kunst und Antiquitäten bis hin zu lokal produzierten Lebensmitteln anbieten.
Der Harvest Carnival, am historischen Gebäude der Thorp Grade School abgehalten, bietet altmodische Spiele wie Äpfel-Versenken, Ring-Werfen und Kürbis-Bowling. Die Erlöse der Ticketverkäufe kommen den Aktivitäten der Studenten der Thorp High School zugute.
 Ein Tag der offenen Tür an der historischen Thorp Mill ist gleichfalls ein Höhepunkt des Festes, wo auch Live-Musik lokaler Musiker aufgeführt wird. 2011 wurden auf dem Thorp Community Day mehr als 50 Einzelveranstaltungen gezählt.[73][74]
- Iron Horse State Park – Als Teil des Washington State Park System folgt der Iron Horse State Park der Trasse der heute stillgelegten Milwaukee Road zwischen der Kaskadenkette und dem Yakima River Valley, zwischen Cedar Falls im Westen und dem Columbia River im Osten. Zugang ist von der Thorp Depot Road nahe der Abfahrt 101 der Interstate 90 in Thorp möglich.
- The Thorp Mill – Als eine der ältesten Sehenswürdigkeiten im Kittitas County ist die historische Getreidemühle im National Register of Historic Places gelistet und bietet einen einzigartigen Einblick in die Geschichte von Thorp und seiner Umgebung.
- Thorp Grade School – Das Gebäude, im National Register of Historic Places gelistet, wurde 1936 errichtet und erfüllt auch heute noch die Anforderungen der Kinder in Thorp. Während der Schulstunden können Besucher sich in den Bezirksverwaltungsbüros nebenan anmelden. Ein Blick in das alte Schulgebäude hinein bietet die Sicht auf schön gearbeitete Hartholzböden, intakte Leisten und einen holzvertäfelten Sportsaal.
- Northern Pacific Depot – Der Bahnhof der Northern Pacific befand sich ursprünglich an den Gleisen an der Ecke Thorp Highway/ Second Street. Er wurde später zu seinem heutigen Ort am Thorp Highway nahe dem östlichen Ortseingang verschoben.
- Old Thorp Fire Station – Das Fire District No. 1 wurde 1943 gegründet und ist der älteste Brandschutzbezirk im Bundesstaat. Die alte Feuerwache befindet sich nahe der Ecke Main Street/ Thorp Highway unmittelbar an der neuen Feuerwache. Das Gebäude wurde kürzlich verkauft und in ein Wohnhaus umgewandelt.
- Old Thorp Post Office – Das alte Postamt, an der Ecke Main Street/ Thorp Highway nahe der alten Feuwerwache gelegen, wurde bis in die 1990er Jahre hinein betrieben, als ein neues Gebäude nahebei errichtet wurde. Das alte Postamt wird nun einer Renovierung zum Wohnhaus unterzogen.
- F. C. Porter Store – Als Kurzwarenladen vom Beginn des 20. Jahrhunderts an der Ecke Thorp Highway/ Second Street beherbergt das Haus heute eine Druckerei. Es handelt sich um einen der ältesten Geschäftsbauten im Gebiet und wurde 1895 als J. E. Veach Dry Goods gegründet, damals der erste Laden in Thorp. Anschließend wurde er von der Familie Porter erworben, die das Gebäude etwa 1912 erweiterten, um nach hinten hinaus Wohnraum zu schaffen, was zu dieser Zeit für Geschäftsbauten üblich war. Es ist ein klassisches Beispiel für die Falsch-Front-Holzrahmen-Bauweise des späten 19. Jahrhunderts.

## Persönlichkeiten
- Barton Porter – Autor von Listen to the Millrace (etwa: „Lausch dem Wehr“)[75], einer Geschichte über Porters Kindheit zu Anfang des 20. Jahrhunderts in Thorp sowie über die damals dort lebenden faszinierenden Menschen. Das Buch enthält sieben Seiten farbiger Illustrationen nach Gemälden des Künstlers Mike Casad. Porters Familie besaß den F. C. Porter Kurzwaren-Laden in Thorp. Das Gebäude steht noch immer an der Ecke Thorp Highway/ Second Street und beherbergt eine Druckerei.
- State Rep. Margaret Leonard – 1969[76] war Margaret (geb. Johnson) Leonard die erste Frau, die in den Stadtrat von Spokane gewählt wurde; dieses Amt hatte sie zehn Jahre lang inne und war während dieser Zeit die erste weibliche Bürgermeisterin pro tempore in Spokane. Sie diente anschließend von 1981 bis 1983 als Abgeordnete des 3rd Legislative District im Abgeordnetenhaus von Washington. Ihre politische Karriere begann 1961, als sie erfolgreich eine Bürgerinitiative gegen einen unpopulären Verwaltungsakt zur Wohnbebauung in Spokane organisierte. Als Steuerberaterin sendete sie ihr eigenes Rundfunkprogramm und arbeitete auch als Angestellte der Zeitung Spokane Falls.[77]
- 2nd Lt. Leon W. Ellsworth – 2nd Lt. Leon W. Ellsworth aus der 5. Division des United States Marine Corps war Angehöriger der Marine Observation Squadron Five (VMO-5) während der Schlacht von Iwo Jima. Er wurde auf Iwo Jima am 21. März 1945 hinter den feindlichen Linien erschossen,[78] nachdem er sein Leben riskiert hatte, um Photos zu machen und Details der Feind-Positionierung auf der Insel zu ermitteln. Vom exponierten Cockpit seiner Maschine aus absolvierte er ungeachtet des intensiven Flugabwehr-Feuers 26 Tiefflüge über die feindlichen Stellungen hinweg und übermittelte wertvolle militärische Informationen an die US-amerikanischen Invasionsstreitkräfte. Für außerordentlichen Mut und Tapferkeit wurde Ellsworth postum mit der Air Medal und zweifachem Eichenlaub sowie dem Purple Heart und dem Distinguished Flying Cross ausgezeichnet.[79]
- State Rep. James B. Brain – James Brain wurde im November 1950 als Abgeordneter des 13th Legislative District in das Washingtoner Abgeordnetenhaus gewählt. Er starb am 18. Dezember 1950 an einem Herzanfall in seinem Heim in Thorp, nur drei Wochen bevor er sein Amt antreten konnte. Als langjähriges prominentes Mitglied der Democratic Party diente er zwei Perioden als Verwaltungsbeamter des Kittitas County und zwei Perioden als Landrat des District 3. Er wurde als Vorsitzender des Landrats in den Ruhestand verabschiedet.[80][81]
- Dr. Warren „Gene“ Brain – Der Preisträger des Central Washington University Distinguished Alumni Award des College of the Sciences, Gene Brain, erhielt 1990 auch den Distinguished Service Award der Pacific Coast Society of Orthodontists (Vereinigung von Kieferorthopäden) sowie 1993 den Distinguished Alumni Award der University of Washington School of Dentistry. 1994 zeichnete die Seattle-King County Dental Society Dr. Brain mit dem Award of Special Merit aus und im selben Jahr erhielt er den Award of Merit der Pacific Coast Society of Orthodontists. Er diente als Präsident verschiedener Organisationen, so der American Association of Orthodontists, der University of Washington Dental Alumni Association, der Pacific Coast Society of Orthodontists und der Washington State Society of Orthodontists. Außerdem war er Mitglied des Central Washington University Board of Trustees und des Board of Visitors.[82]
- Lt. Col. Claude Thorp – Im Januar 1942 autorisierte General Douglas MacArthur Lt. Col. Claude Thorp, ehemaliger Provost Marshall des Fort Stotsenburg, die Linien der japanischen kaiserlichen Armee auf Luzon in den Philippinen zu unterwandern und einen Spionageposten in den Bergen zu etablieren. Nach der Preisgabe von Bataan und Corregidor durch die US-Amerikaner organisierte Lt. Col. Thorp die illustre Luzon Guerrilla Force (LGF) und begründete den „Bamboo Telegraph“, welcher aus Bambus-Röhren bestand, die mit Morsezeichen-artigen Schlägen Nachrichten im ganzen Land verbreiteten. Lt. Col. Thorp wurde am 29. Oktober 1942 von den Japanern gefangen genommen und als Kriegsgefangener bis zu seiner Exekution am 1. November 1943 festgehalten. Seine Männer jedoch kämpften bis zur US-amerikanischen Invasion auf den Philippinen im Januar 1945, welche ihren Erfolg teilweise diesen Sabotage-Aktionen verdankte.[83][84][85]
- Hazel B. Dunnington und Geraldine B. Siks – Schwestern und landesweit bekannte Co-Autorinnen mehrerer Bücher und Dramen der Kinder-Literatur, die ausgezeichnet wurden; beide konnten lange Solo-Karrieren vorweisen. Hazel Brain Dunnington arbeitete als Professorin für englische Literatur an der Central Washington University, und Geraldine Brain Siks als Professorin für Dramatik an der University of Washington in Seattle.[82]
- John C. Goodwin – Einer der frühen Siedler in Thorp; wurde auf dem Gründungstreffen des County Council 1883 als erster Sheriff des Kittitas County ernannt.
- George B. Brain, Ph.D. – Dr. George B. Brain, der die öffentliche Bildung und Politik landesweit beeinflusste, diente von 1964 bis 1983 als Dekan der School of Education an der Washington State University. Er erlangte 1950 seinen Master of Arts in Bildung am Central Washington State College und 1957 seinen Doktortitel der Columbia University. Er wurde 1953 der jüngste Superintendent aller Zeiten im Bildungswesen von Washington mit der Leitung des Bellevue School District. Vom Time Magazine 1959 als „der am schnellsten aufsteigende Verantwortliche für das öffentliche Schulsystem der USA“ tituliert, ging er als Superintendent der Baltimore City Public Schools in den 1960er Jahren während einer turbulenten Periode gerichts-verordneter Desegregation nach Maryland. Die Washington State University’s Brain Library in Cleveland Hall ist ihm zu Ehren benannt, außerdem ein WSU-Stipendium für Studenten höherer Bildungsabschlüsse.[86]